# نیکولا سارکوزی
نیکلا پاول استفان سارکوزی دو ناژی-بُکسا (فرانسوی: Nicolas Paul Stéphane Sarközy de Nagy-Bocsa‎؛ زاده ۲۸ ژانویهٔ ۱۹۵۵) سیاست‌مدار و رئیس‌جمهور پیشسن فرانسه است که در ۱۶ مه ۲۰۰۷ به عنوان رئیس‌جمهور فرانسه برگزیده شد. او در همه‌پرسی ۶ مه ۲۰۱۲ و در مرحله دوم انتخابات از فرانسوا اولاند شکست خورد و این پست را به او واگذار کرد. او پیوسته با امانوئل مکرون دیدار می‌کند.

## پیشینه
نیکولا سارکوزی در ۲۸ ژانویه ۱۹۵۵ در پاریس زاده شد. پدر وی مجارستانی و مادرش یهودی فرانسوی است. پدرش ناشر و مادرش وکیل بود.
سارکوزی دارای مدرک کارشناسی ارشد حقوق خصوصی و مدرک علوم سیاسی از مؤسسه مطالعات و پژوهش‌های سیاسی پاریس است. او تا پیش از پست وزارت، وکیل بود و عضو کانون وکلای پاریس است.
۵۷ نفر از خانواده مادری نیکلا سارکوزی در اردوگاه‌های مرگ نازی‌ها در زمان جنگ جهانی دوم کشته شدند.

## سمت‌های دولتی
نیکولا سارکوزی فعالیت‌های سیاسی خود را از سال ۱۹۷۷ با تصدی پست مشاور شهردار شهر نویی-سور-سن فرانسه آغاز کرد و از آن پس پست‌هایی چون شهردار، نماینده مجلس و غیره را در اختیار داشت.
- وزیر بودجه
- وزیر دارایی(۱۹۹۵–۱۹۹۳)
- وزیر ارتباطات(۱۹۹۵–۱۹۹۴)
- سخنگوی دولت(۱۹۹۵–۱۹۹۳)
- وزیر کشور(۲۰۰۴–۲۰۰۲)
- وزیر اقتصاد، دارایی و صنایع (مارس تا نوامبر ۲۰۰۴)
- وزیر کشور (مارس ۲۰۰۵ تا مه ۲۰۰۷)

## فعالیت‌های حزبی

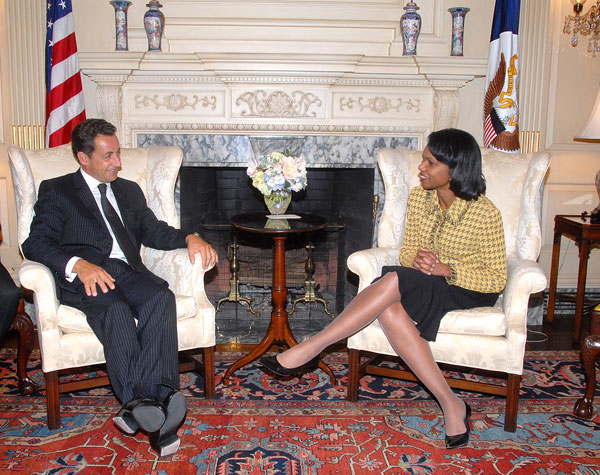
نیکلا سارکوزی به عنوان وزیر کشور فرانسه در ۱۲ سپتامبر ۲۰۰۶ با کاندالیزا رایس وزیر امورخارجه آمریکا دیدار کرد.

بیشتر فعالیت حزبی وی در غالب احزاب راستگرا خلاصه می‌شود. وی اکنون رهبری حزب جمهوری‌خواهان را در دست دارد. این حزب در حقیقت همان حزب اتحاد برای جنبش مردمی است که در ۱۵ مه ۲۰۱۵ نام خود را به حزب جمهوری‌خواهان تغییر داد.

## انتخابات ریاست‌جمهوری فرانسه (۲۰۰۷)

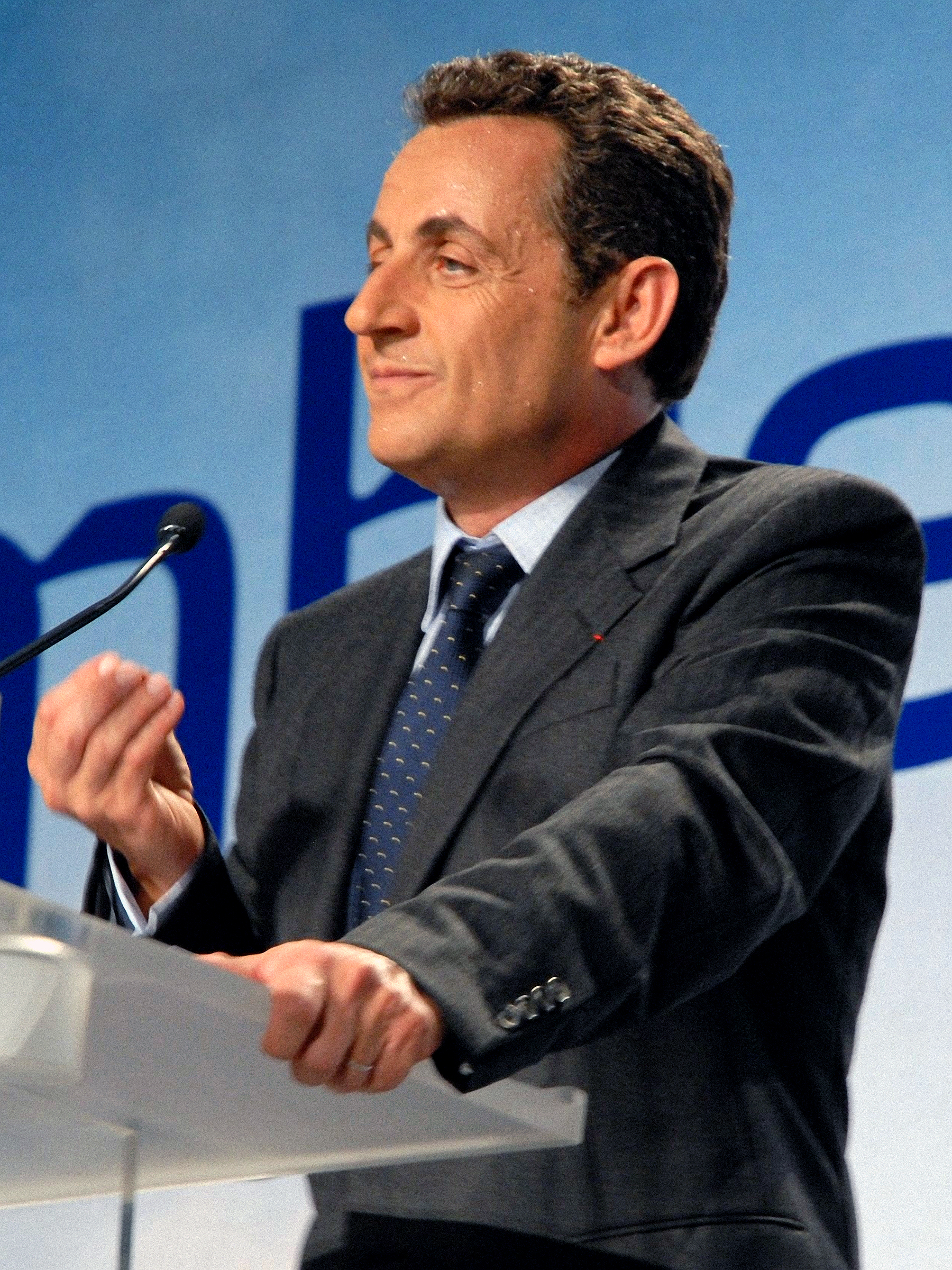
نیکلا سارکوزی در جریان مبارزات انتخاباتی در سال ۲۰۰۷

سارکوزی خبر نامزدی خود را در ۲۹ نوامبر ۲۰۰۶ در مصاحبه‌ای با یک روزنامه محلی اعلام کرد وی در آن زمان طبق نظرسنجی‌ها بیش از ۵۲ درصد آرا را به خود اختصاص داده و مهم‌ترین بخت ریاست‌جمهوری فرانسه محسوب می‌شود.
وی حامیان قدرتمندی در بین صاحبان صنایع فرانسه داشت و همچنین افرادی چون ژان رنو (بازیگر)، روژه انن (بازیگر) و انریکو ماسیاس (خواننده پاپ) از جمله طرفداران سرشناس وی بودند. در میان روزنامه‌های فرانسه فیگارو نزدیک‌ترین روزنامه به سارکوزی شناخته می‌شد.
سارکوزی مهم‌ترین اهداف خود را تلاش در جهت کاهش کسر بودجه، افزایش امنیت کشور، سامان‌دهی وضع مهاجرت و مبارزه با نژادپرستی عنوان کرد.
در انتخابات دور اول ریاست جمهوری فرانسه در ۲۲ آوریل ۲۰۰۷ سارکوزی با کسب ۳۱/۱۱ رای‌ها به دور دوم انتخابات راه یافت. رقیب او در دوم سگولن رویال بود. در پایان سارکوزی توانست با کسب ۵۳ درصد آرا به عنوان رئیس‌جمهور برگزیده شود.

## انتخابات ریاست جمهوری ۲۰۱۲
سارکوزی در انتخابات ریاست جمهوری ۲۰۱۲ نیز نامزد شد و با فرانسوا اولاند رقابت کرد.
در این انتخابات اولاند با کسب بیش از ۲۸ درصد آراء از نیکولا سارکوزی که ۲۵٫۵ درصد آراء را برده بود، پیشی گرفت. این دو در دور دوم انتخابات در روز ۶ مه سال ۲۰۱۲ در برابر یکدیگر قرار گرفتند و اولاند با بیش از ۵۱ درصد آرا به پیروزی رسید. از سال ۱۹۸۸ تاکنون این نخستین‌باری بود که یک کاندیدای سوسیالیست موفق به پیروزی در انتخابات ریاست جمهوری فرانسه می‌شد.

## بازداشت
از زمان شکست نیکولا سارکوزی در انتخابات ریاست جمهوری سال ۲۰۱۲ در مجموع شش پرونده علیه وی که بین سال‌های ۲۰۰۷ تا ۲۰۱۲ رئیس‌جمهور فرانسه بود در جریان بودند.
در ۱ ژوئیه ۲۰۱۴ نیکولا سارکوزی به اتهام فساد بازداشت شد. او در آن تاریخ، خود را به اداره ضد فساد پلیس فرانسه در نزدیکی پاریس معرفی کرد. او در ۲ ژوئیه ۲۰۱۴ در یک گفتگوی تلویزیونی گفت که این پرونده علیه او مضحک و پوچ است و هدف از آن، تحقیر و بدنام‌کردن این رئیس‌جمهور پیشین است.
نیکلا سارکوزی در ۲۰ مارس ۲۰۱۸ برای بازپرسی توسط قضات دادگاه بخاطر اتهامات مبنی بر سرمایه‌گذاری معمر قذافی رهبر لیبی برای کارزار انتخاباتی سال ۲۰۰۷ توسط پلیس بازداشت شد. به دنبال این پرونده در فوریه ۲۰۲۵ دادگاه حکم داد که سارکوزی باید پابند الکترونیک بپوشد و تنها از ۸ صبح تا ۸ شب حق خروج از خانه را دارد.

## کتاب پرفروش
در ۲۷ ژوئن ۲۰۱۹ سارکوزی کتاب خاطرات خود را با نام شورها در ۳۷۰ صفحه در شمارگان ۲۰۰ هزار نسخه منتشر کرد. باگذشت زمان کوتاهی از انتشار، این کتاب در رأس پرفروش‌ترین کتاب‌های فرانسه جا گرفت. سارکوزی درباره کتاب خود گفت: «نوشتن خاطرات هدف من نبود. ترجیح می‌دادم درباره اینکه چگونه زندگی کرده‌ام، بدون وقایع‌نگاری ماجراها، بدون تمرکزهای موضوعی، بدون محرک‌های سیاسی حرف بزنم. می‌خواستم درباره زندگی حرف بزنم. درباره آنچه در آن زمان در فرانسه از آن‌من بود.»